# Antikensammlung des Landesmuseums Württemberg

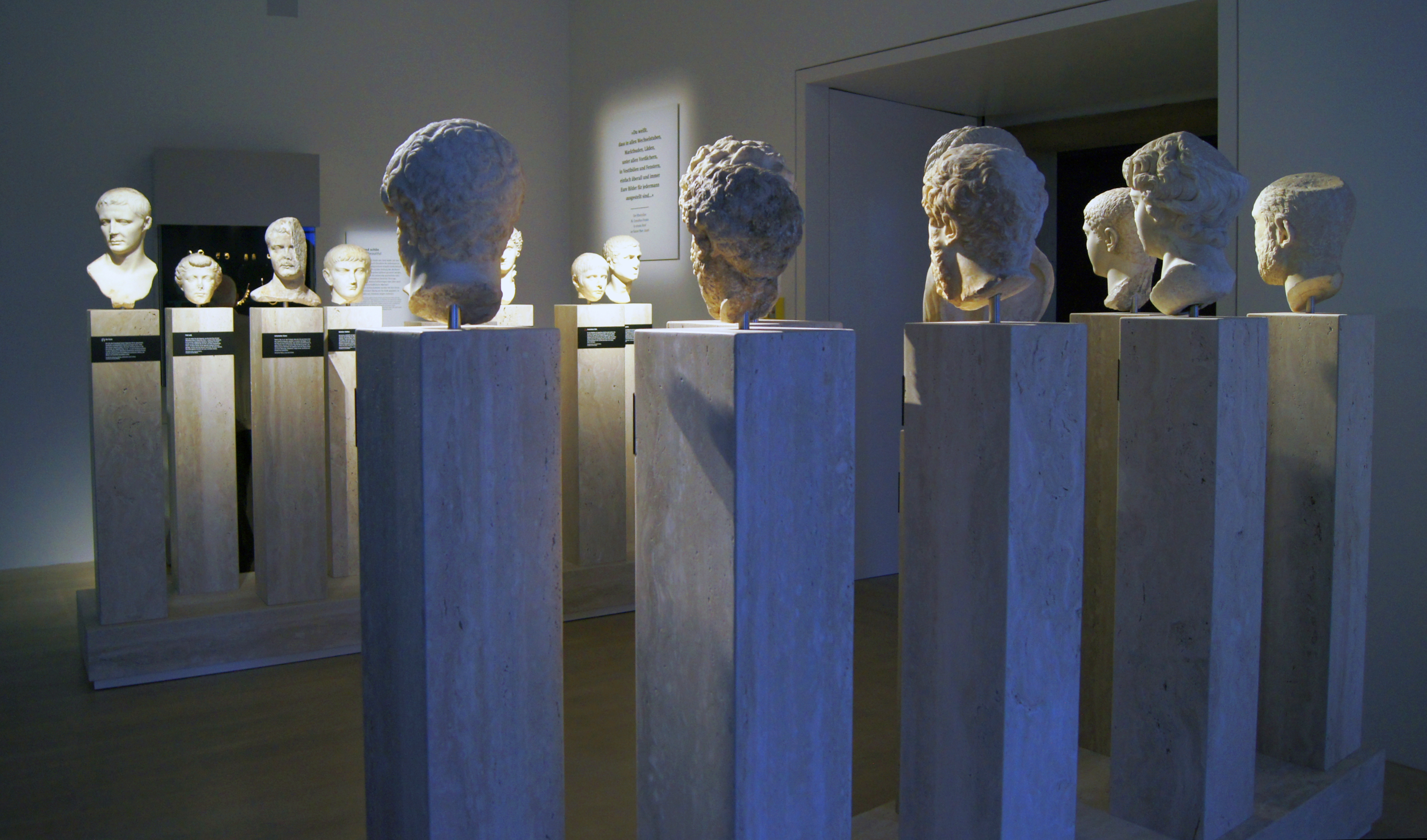
Sammlung der Römischen Kaiserporträts.

Die Antikensammlung ist eine Teilsammlung des Landesmuseums Württemberg.
Sie umfasst Objekte aus der Klassischen Antike, d. h. aus den Kulturen der antiken Griechen, der Etrusker und der Römer sowie aus dem pharaonischen und griechisch-römischen Ägypten. Mit dem ältesten Fund, einem Kykladenidol, bis zu Funden aus der Spätantike umfasst die Sammlung einen Zeitraum von mehr als 2000 Jahren. Seit 2016 wird die Antikensammlung als Teil der Ausstellung „Wahre Schätze. Antike • Kelten • Kunstkammer“ in neu konzipierter Präsentation gezeigt.
Die über 600 Objekte aus der pharaonischen Zeit befinden sich als Dauerleihgabe im ägyptologischen Teil des Museums der Universität Tübingen auf Schloss Hohentübingen. Objekte der Provinzialrömischen Archäologie des Landesmuseums stehen unter derselben Betreuung, werden aber an anderer Stelle und in anderem Zusammenhang ausgestellt, ebenso die Sammlung antiker Gläser.

## Geschichte

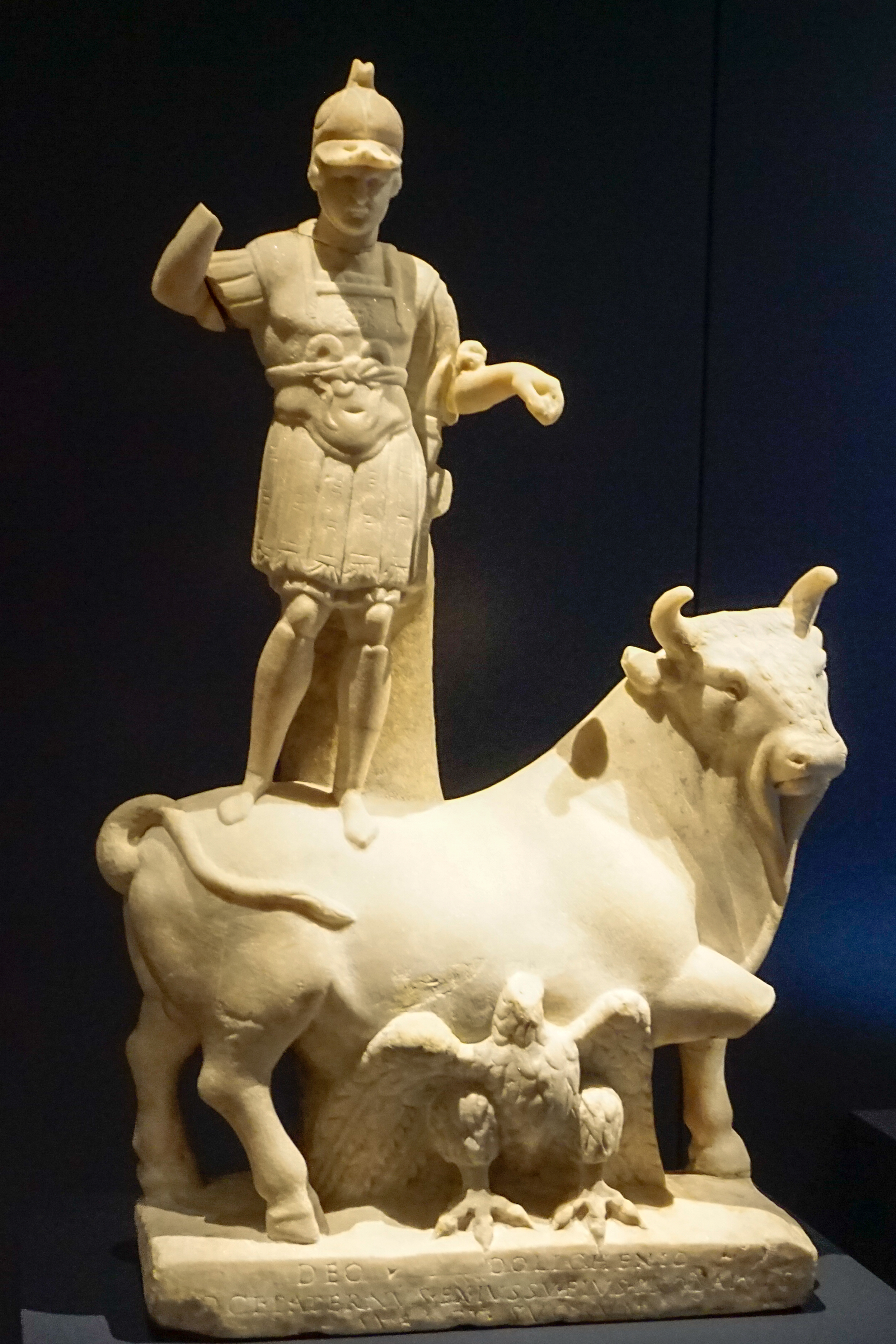
Iupiter Dolichenus-Statuette.

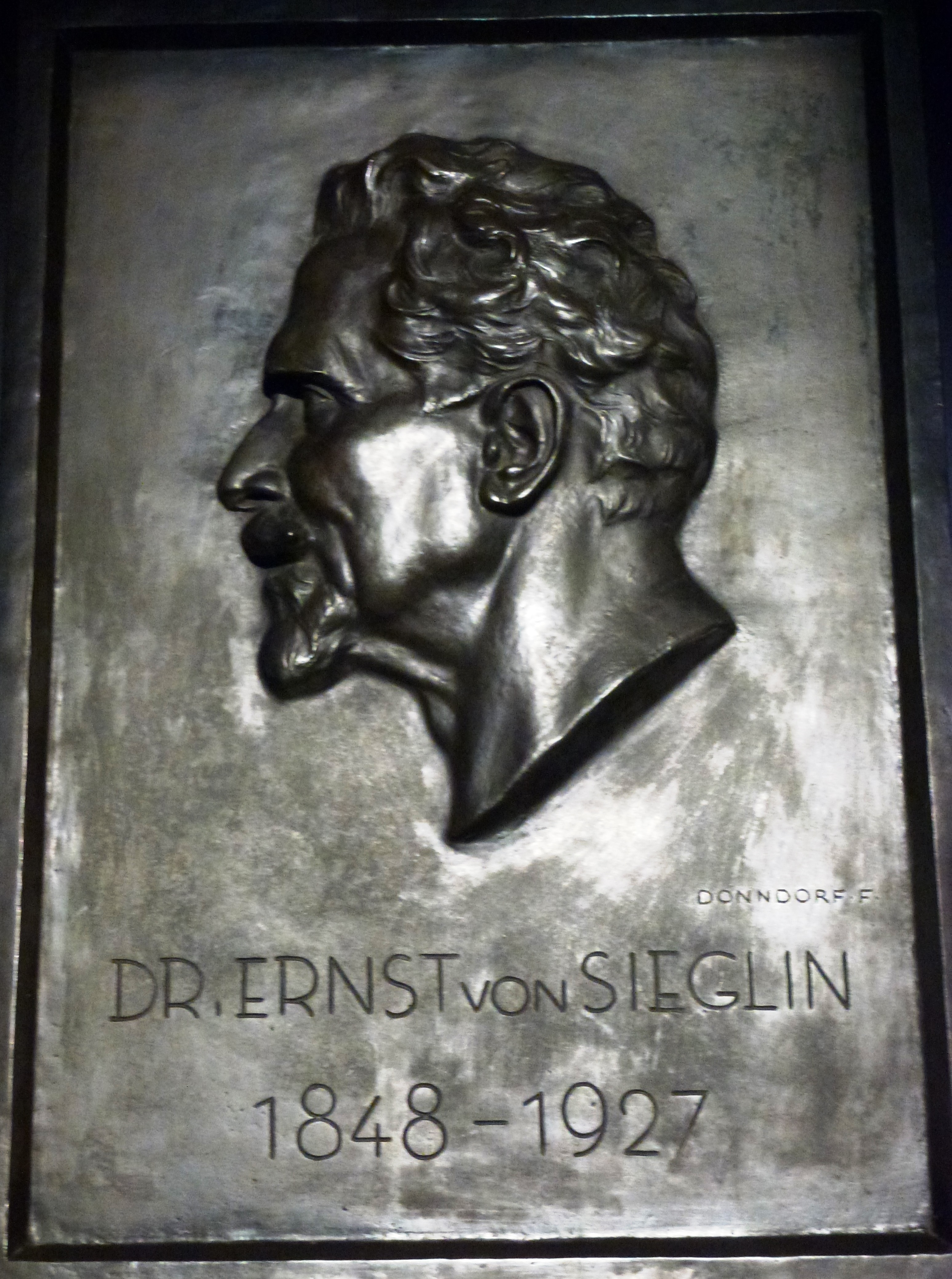
Gedenktafel für Ernst von Sieglin in der Ausstellung. Künstlersignatur DONNDORF F [Donndorf filius = Karl Donndorf, Sohn von Adolf von Donndorf].

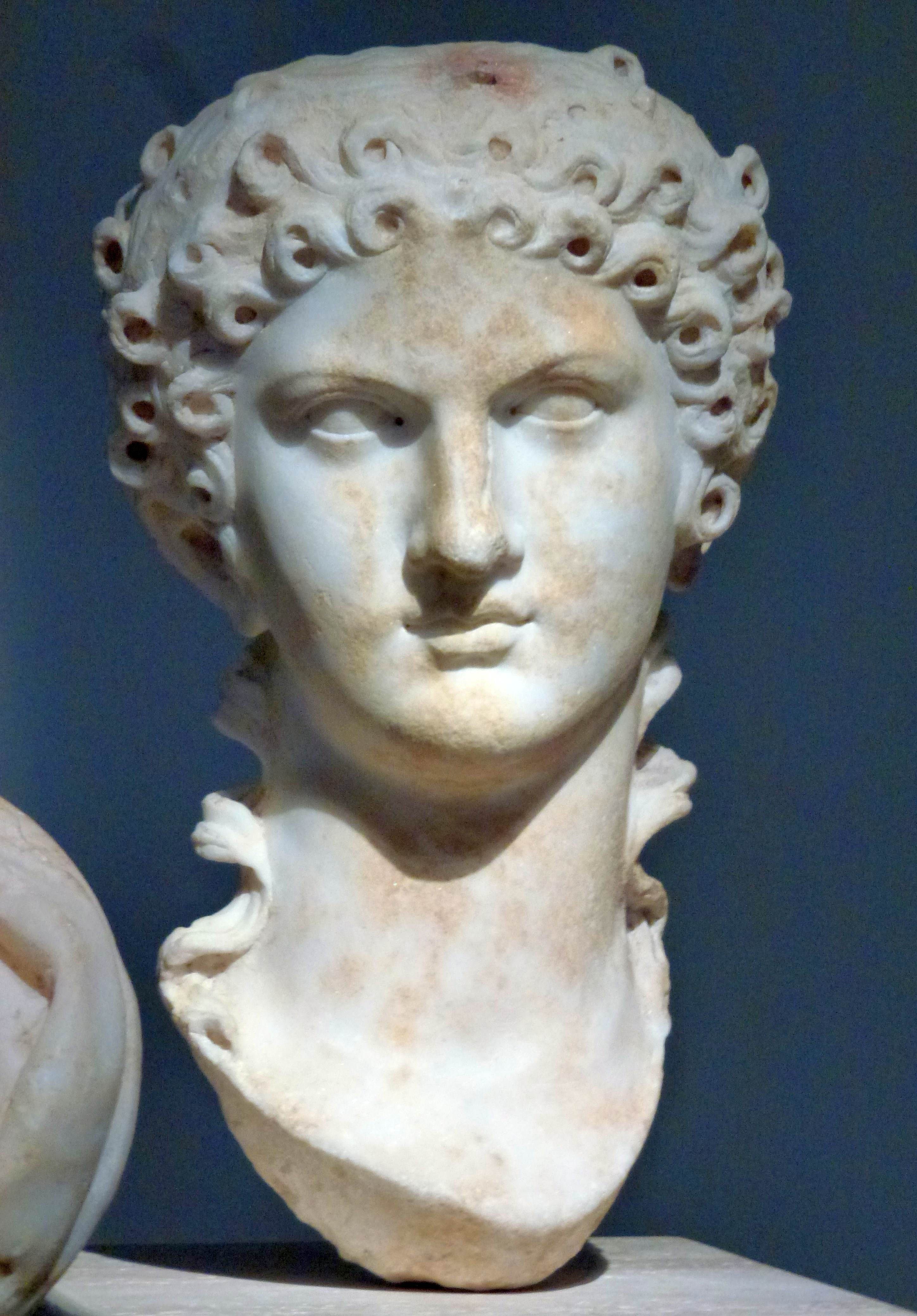
Einsatzkopf der Agrippina Minor aus griechischem Marmor.

Die Anfänge der Antikensammlung liegen in der Kunstkammer der Herzöge von Württemberg. Anders als andere Fürstenhäuser sammelten die Württemberger jedoch im 17. und 18. Jahrhundert nicht gezielt klassische Antiken. Das früheste in die Sammlung eingegangene Objekt ist eine seit 1679 in Stuttgart nachgewiesene Statuette eines Iupiter Dolichenus, die im Hafen von Marseille gefunden wurde. Der eigentliche Beginn der systematischen Sammlung antiker Kunst begann 1828, als der Dichter Friedrich von Matthisson dem Kunstkabinett 60 Vasen stiftete, die vor allem aus Unteritalien stammten. Insbesondere die Vasensammlung wurde vor allem durch Schenkungen und Ankäufe in der Folge erweitert: 1848 Stiftung von 22 griechische Vasen aus dem Nachlass von Jakob Linckh, 1867 Ankauf der Sammlung des Dekans Ludwig Würth aus Leipheim (darunter Funde aus Aquileia, Spalato und Pompeji), 1894 Ankauf der Sammlung von Oberst Hermann von Wundt (Comburg; ägyptische, griechische und italische Bronzen, Vasen, Terrakotten, kleinere Marmorwerke), 1894 stiftete der Oberhofmeister a. D. Freiherr Richard von Reischach 23 griechische Vasen. In den Jahren 1898, 1901 und 1903 schenkte der Münchener Geheime Hofrat Theodor Stützel, zum Teil gemeinsam mit dem Münchener Kommerzienrat Max Bullinger, ihre umfangreiche Privatsammlung. Die Vasen, Terrakotten sowie der Goldschmuck stammte aus sehr unterschiedlichen Fundregionen. 1902 erhielt die Sammlung wie nahezu alle deutschen öffentlichen Sammlungen der Zeit sogenannte Schliemann-Doubletten, doppelte Stücke der Berlin gestifteten Sammlung von Heinrich Schliemann. Im Falle von Stuttgart war es die vergleichsweise kleine Zahl von 12 Stücken. Von besonderer Bedeutung war die 1907 erfolgte Schenkung von Ernst von Sieglin. Neben der Antikensammlung der Universität Tübingen, der Antikensammlung der Universität Leipzig sowie der Antikensammlung des Dresdener Albertinums erhielt die Antikensammlung des Landesmuseums mit der Sammlung Sieglin einen bedeutenden Teil dieser umfangreichen Privatsammlung.
Im Zweiten Weltkrieg ging ein Großteil der Aufzeichnungen über die Sammlung verloren, so dass heute nicht immer erschlossen werden kann, wie Stücke in die Sammlung gelangten und wo die Funde gemacht wurden. Vereinzelt tauchen in älteren Aufzeichnungen Namen von Stiftern auf, die heute nicht mehr zugeordnet werden können. Erhalten ist nur ein Verzeichnis der Sammlung Stützel. Der letzte große Zuwachs erfolgte 1959, als die Sammlung Heinrich Scheufelen erworben werden konnte, die dieser seinerseits 1928 vom Fürsten von Waldeck erworben hatte. Diese wurde im Kern von Prinz Christian August von Waldeck-Pyrmont zusammengetragen. Insbesondere die Bronzesammlung erfuhr durch die Erwerbung eine starke Erweiterung. Zur Sammlung gibt es einen von German Hafner verfassten Katalog. In den 1960er und 1970er Jahren wurden gezielt Sammlungslücken durch Ankäufe im Kunsthandel gefüllt, insbesondere römische Kaiserporträts wurden erworben. 1997/98 und 2003 wurde die Sammlung Ernesto Wolf, eine der bedeutendsten Glassammlungen der Welt, zu der auch antikes Glas gehörte. erworben. Aufgrund der schwierigen Situation auf dem Kunstmarkt, wo die Provenienz vieler Stücke unklar ist und deshalb der Erwerb durch internationale Abkommen nicht statthaft ist, sieht das Museum diesen Teil seiner Sammlung als einen abgeschlossenen Bereich.
Publiziert wurde 1965 der bis dahin komplette Bestand der antiken Keramik, von altägyptischen Stücken, über zypriotische Werke bis hin zu den griechischen, italischen und etruskischen Werken in einem Band des Corpus Vasorum Antiquorum Deutschland. Nur die kaiserzeitliche Keramik und die Schliemann-Doubletten wurden nicht in dem Band aufgenommen. Auch spätere Werke sind bislang nicht im Corpus Vasorum Antiquorum Deutschland publiziert worden. Auch die Terrakotten und die marmornen Bildwerke der Sammlung Sieglin sind publiziert.
Untergebracht war die Sammlung seit 1886 als Teil der Königlichen Staatssammlung vaterländischer Kunst- und Alterthumsdenkmale im Untergeschoss der Landesbibliothek. 1926 erhielt die Antikensammlung fünf Räume im Neuen Schloss. Nach 1945 war die Antikensammlung zunächst für lange Zeit nicht zugänglich. Zwischen 1974 und 1982 konnte sie immerhin an zwei Tagen in der Woche im Studiensaal des dritten Obergeschosses des Alten Schlosses besichtigt werden. Seit 1986 gab es eine Dauerausstellung im zweiten Obergeschoss des Schlosses, die 2010 für die Neukonzeption des Museums geschlossen und 2016 neu eröffnet wurde.
Kuratoren der Antikensammlung
- 1968–2002: Margret Honroth
- 2003–Januar 2023: Nina Willburger
- seit Februar 2023: Astrid Fendt

## Sammlung und Präsentation
In der 2016 erfolgten Neuaufstellung unter dem Titel „Wahre Schätze. Antike • Kelten • Kunstkammer“ ist die Antikensammlung, die im ersten Stock des Alten Schlosses präsentiert wird, in vier Bereiche unterteilt:
- Glaube, Kult und Götterwelt – Religion in der Antike
- Die Welt der Toten
- Status, Macht und Selbstdarstellung
- Griechenland und Rom in Ägypten – Ernst von Sieglin und seine Sammlung

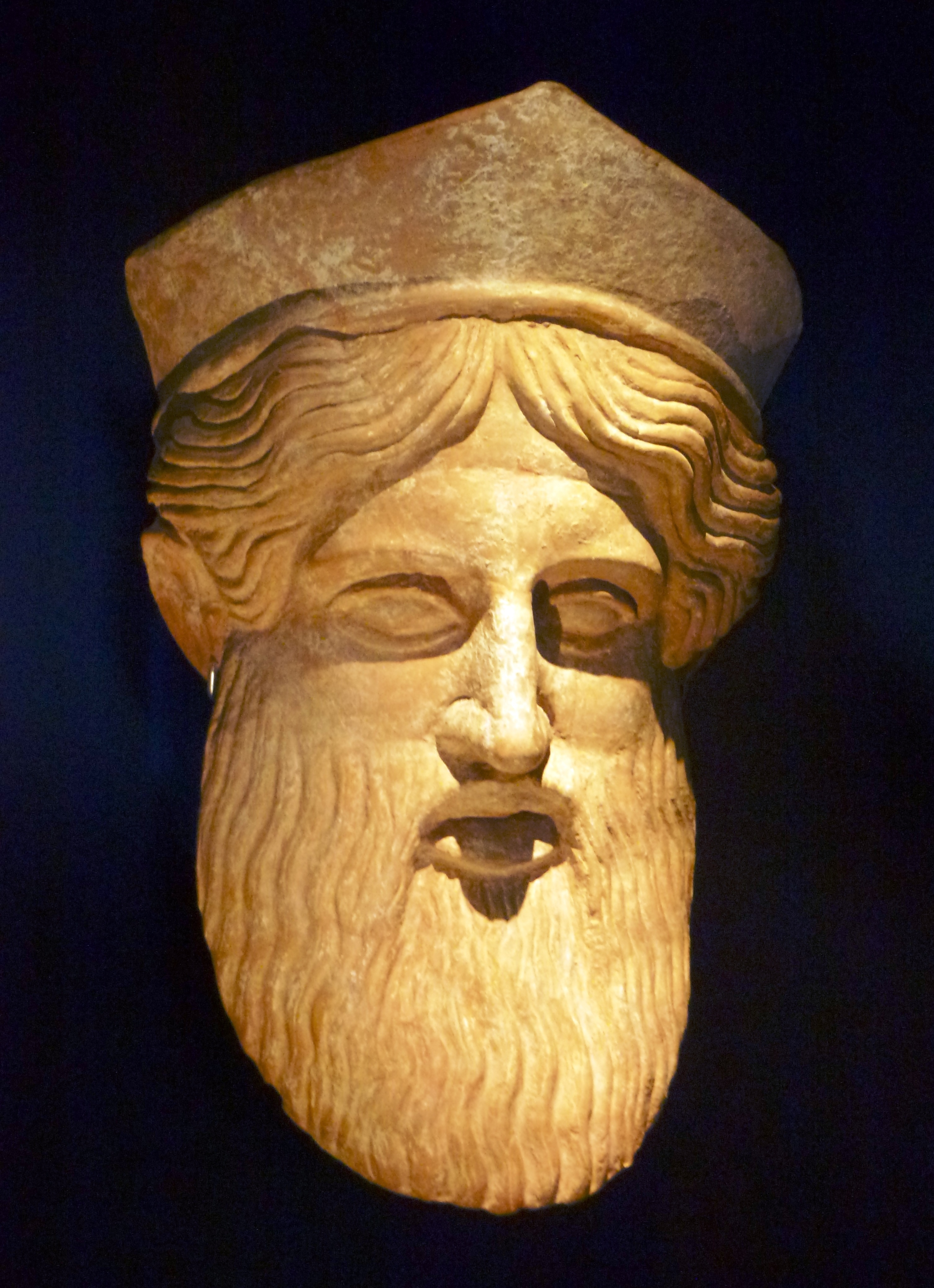
Kultmaske des Dionysos; Terrakotta, 3. Viertel des 5. Jahrhunderts v. Chr.

### Glaube, Kult und Götterwelt – Religion in der Antike
Wie die restlichen Bereiche wird auch der Bereich der Religion in erster Linie durch Bestände der Kleinkunst repräsentiert. Vorherrschend sind Stücke aus dem Bereich der Keramik und Bronzen. Gezeigt werden Darstellungen von Gottheiten der Griechen, Etrusker und Römer sowie aus den jeweiligen Mythen. Mehrfach können göttliche Entsprechungen aus den verschiedenen Kulturen nebeneinander gezeigt werden, etwa Darstellungen von Göttern wie Zeus, Tinia und Jupiter. In der Vitrine zum Sport wird unter anderem eine Kylix mit der Darstellung eines Diskoswerfers gezeigt, die von Duris signiert wurde.
Doch auch Werke der Bildhauerkunst gehören zum Bereich, etwa ein kleines Weihrelief an Kybele in Form zweier Naïskoi. Drei Wandbildnisse aus der Zeit um das Jahr 50 aus Boscoreale zeigen Begebenheiten aus dem griechischen Mythos. Zwei Campanareliefs zeigen dasselbe Motiv und können damit anschaulich deren Serienproduktion aufzeigen. Ein Steinzeitbeil ist mit einer späteren griechischen magischen Inschrift versehen.

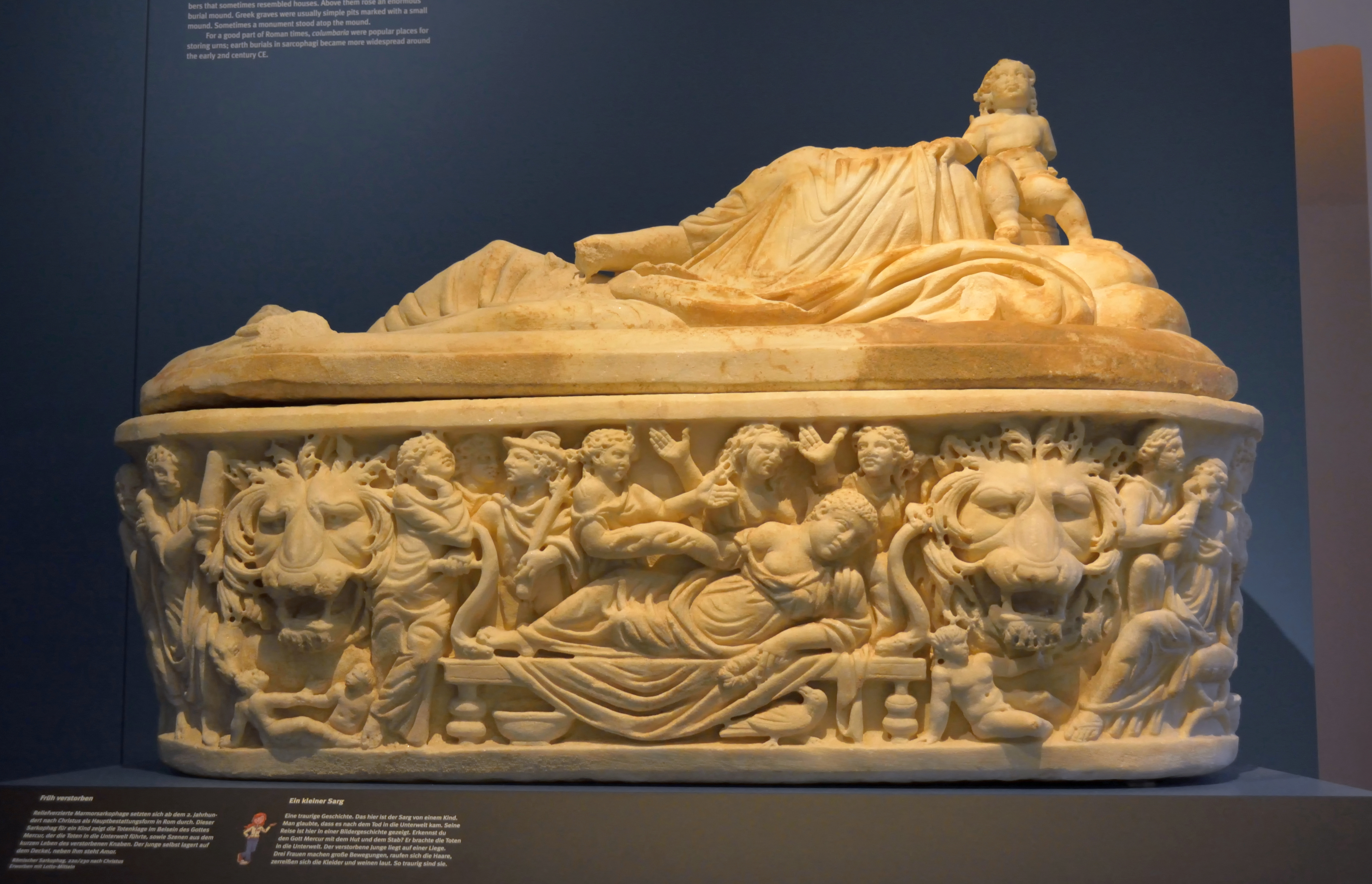
Kindersarkophag

### Die Welt der Toten
Herausragende Stücke des Bereiches sind ein fein gearbeiteter marmorner Kindersarkophag für einen Jungen aus der Zeit um 220/230 sowie eine anthropomorphe etruskische Urne mitsamt dem zugehörigen Kalksteinthron aus dem zweiten Viertel des 6. Jahrhunderts v. Chr. Eine lebensgroße Statue einer Römerin zeigt diese in züchtigem Habitus. Griechische Keramik mit Grabbezug ist zu sehen, darunter eine womöglich von Triglyphen-Maler gestaltete weißgrundige Lekythos sowie eine Hâdra-Hydria. Zwei goldene Totenkränze gehören zu den wertvollsten Stücken. Selten sind zwei große Gladiatoren zeigende Terrakottastatuetten aus dem 1. oder 2. Jahrhundert, die einen murmillo und einen thraex zeigen.

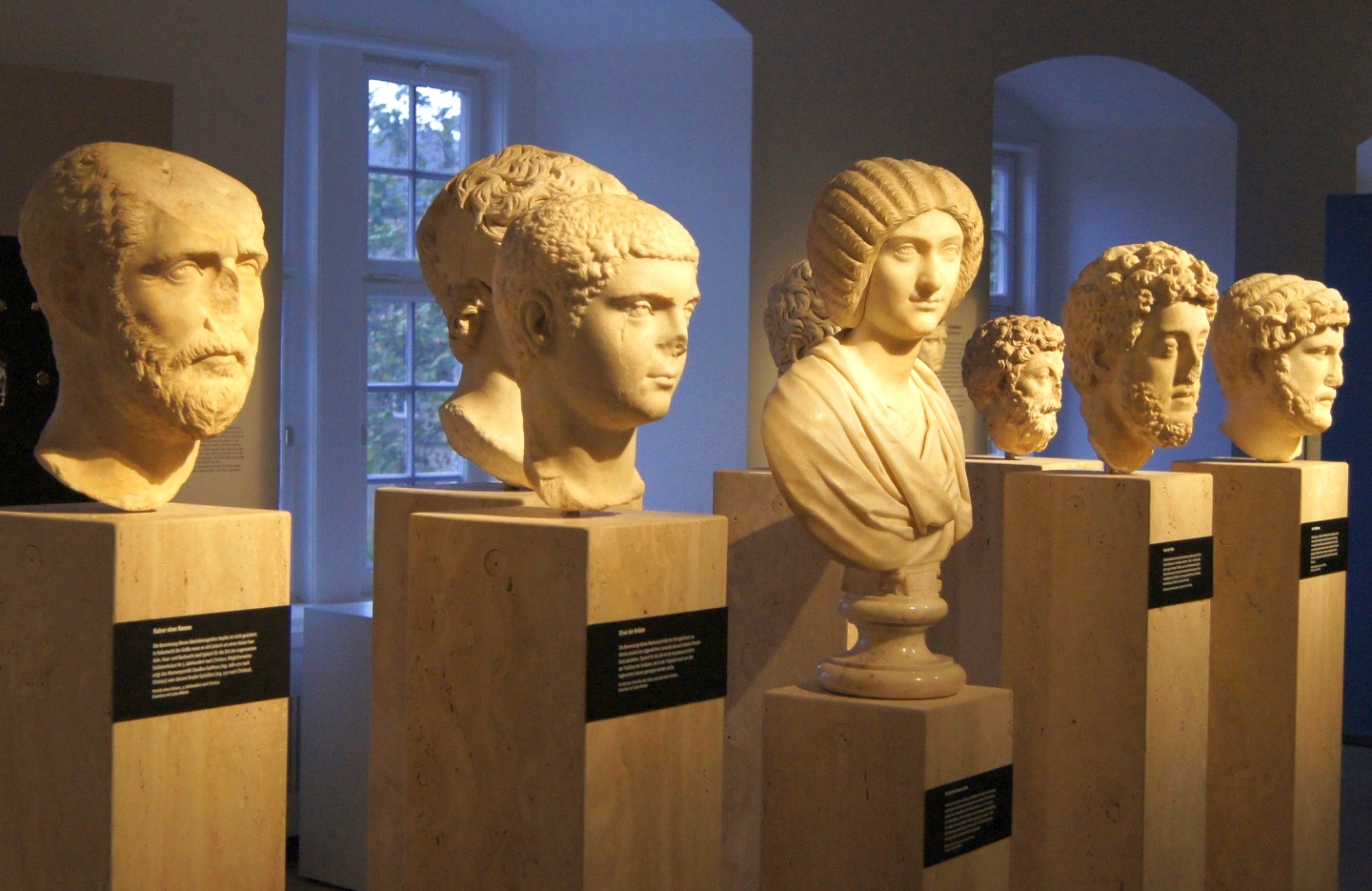
Blick in die Sammlung Römischer Porträts.

### Status, Macht und Selbstdarstellung
Zentraler Bestandteil dieses Sammlungsteils ist die Sammlung römischer Kaiserporträts. Zu sehen sind unter anderem Porträtbildnisse von Gnaeus Pompeius Magnus, Augustus, Livia, Tiberius, Nero Caesar, Claudius, Agrippina Minor, Nero, wahrscheinlich Galba, Nerva, Domitian, Hadrian, Vibia Sabina, Mark Aurel, Commodus, Septimius Severus, Julia Domna, Caracalla, möglicherweise Fulvia Plautilla sowie Aurelian. Zudem beherbergt die Sammlung einen großen Kameo, der Mark Aurel und seine Frau Faustina zeigt.

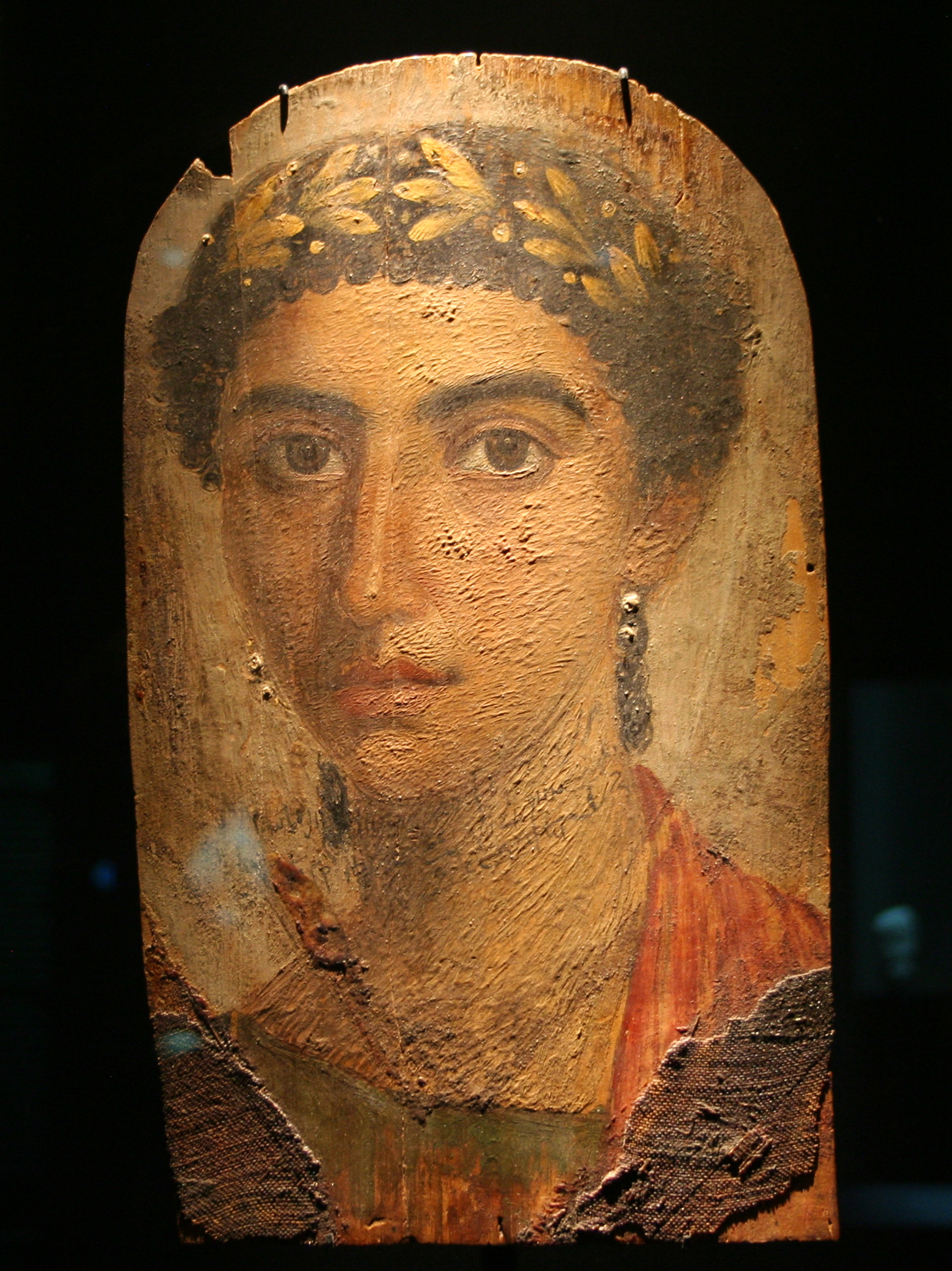
Porträt der Eirene.

### Griechenland und Rom in Ägypten – Ernst von Sieglin und seine Sammlung
Wertvollster Bestandteil der Sammlung Sieglin sind die Mumienporträts, von denen das Porträt der Eirene herausragt. Zu sehen sind zudem weitere Totenmasken aus Stuck und Gips. Es sind zahlreiche Terrakottefiguren vorhanden wie etwa mehrere des Gottes Bes und vier Kanopengefäße. Hinzu kommen eine Anzahl von Marmorwerken aus dem hellenistischen Ägypten.